# Fodbold uden filter
Fodbold uden filter var et dansk fodbolddebatprogram, der blev sendt hver søndag aften på TV3+ efter Onside.
Programmet bestod af en vært (Carsten Werge, Zak Egholm eller Dan Engelsted) og fire gæster, som debatterede aktuelle emner inden for den danske fodboldverden.
Af regelmæssige gæster i programmet kan nævnes Christian Andersen, Flemming Fjeldgaard, Niels-Christian Holmstrøm, Peter Kjær, Hans Brun Larsen, Thomas Lindrup, Allan K. Pedersen, Ove Pedersen, Ralf Pedersen, Christian Thye-Petersen og Karsten Aabrink.